# Zdeněk Kratochvíl
Zdeněk Kratochvíl (* 30. října 1952 v Brně) je český filosof a vysokoškolský pedagog. V letech 2008–2011 vedl Katedru filosofie a dějin přírodních věd Přírodovědecké fakulty Univerzity Karlovy. Přednáší také na Filozofické fakultě téže univerzity.
Zabývá se především odkazem myšlenek řecké archaické doby, jak historicky, tak ve smyslu inspirace pro aktuální problémy. Je odborníkem na předsokratiky a zabývá se vztahy mezi tímto myšlením se vznikající vědou a transformacemi v umění (lyrici, motivy tragiků, dokumentace muzejních památek) a náboženstvím starověkého Řecka. Věnuje se také současným otázkám vztahů mezi filosofií, vědou a náboženstvím, a především filosofii přírody.

## Život
Dětství strávil na venkově ve Skryjském mlýně na řece Jihlavě nedaleko Dukovan, kde bydleli již jeho prarodiče. Po počátečních plánech na studium fyziky se rozhodl pro studium katolické teologie na bohoslovecké fakultě v Litoměřicích. Z ideologických důvodů však byl ze studií po 4. ročníku vyloučen a nesměl pokračovat ve studiu ani na jiných vysokých školách. Neoficiálně studoval filosofii v okruhu žáků Jana Patočky v Praze a v okruhu profesora Józefa Tischnera v Krakově. V období 1978–89 působil v „Akademii na Kampě" spolu s Radimen Paloušem, Zdeňkem Neubaurem a dalšími a podílel se na činnosti skryté církve v Československu. Na přelomu 70. a 80. let připravoval spolu s dalšími neoficiální teologickou fakultu pro ty, kdo nemohli studovat v Litoměřicích. Statečnou osobní intervencí u papeže Wojtyły, s nímž se znal z Krakova, se zasadil o propuštění komunistickým režimem nespravedlivě vězněného českého filosofa Jiřího Němce. Před Sametovou revolucí byl za kontakty s podzemní církví perzekvován.
O svém životě v období komunismu poskytl 23. 10. 2024 rozhovor pro sbírku orální historie Paměť národa. Redaktorka Paměti národa Hana Čápová poté zveřejnila v Magazínu Paměti národa dva články, v nichž Zdeňka Kratochvíla obvinila z aktivní spolupráce s StB. Informace z nich převzalo celostátní mainstreamové médium a sociální sítě.
Ze samotné nahrávky plyne, že Zdeněk Kratochvíl byl 2. dubna 1981 podroben mnohahodinovému výslechu StB, při němž byl pod reálnou pohrůžkou fyzické likvidace donucen podepsat spolupráci s StB. Protože si byl vědom, že bude od té chvíle pod stálým dohledem tajné bezpečnosti, výrazně omezil nebo zcela přerušil své kontakty s disentem, zejména s chartisty, aby je neohrozil. Po osm let byl vystaven pronásledování a opakovaným výslechům ze strany StB, při kterých tajnou bezpečnost systematicky klamal. Na dotazy StB, která byla o činnosti disentu překvapivě dobře informována a předkládala mu nezvratné důkazy, odpovídal sdělováním všeobecně známých a neškodných informací ve snaze odvádět pozornost od skutečné činnosti disentu, ve snaze tento disent chránit.
V době komunistického režimu mohl pracovat pouze v neodborných nebo neakademických profesích jako programátor, technik, noční hlídač nebo topič. Činnost v akademickém prostředí mu byla zpřístupněna až od roku 1990. Teprve po převratu 1989 mohl dokončit své vysokoškolské studium na Filosofické fakultě UK (Mgr. v oboru filosofie v roce 1991). V roce 1994 obhájil disertační práci (Dr.). V roce 1996 se habilitoval prací Filosofie živé přírody.
Patří k zakládajícím členům Katedry filosofie a dějin PřF UK (od r. 1992). Na začátku 90. let také začal přednášet na FF UK. Od r. 1997 pracuje na Ústavu filosofie a religionistiky. Podílel se na reformě studia religionistiky (studijní plány schválené v roce 1998, 2000). V roce 2000 byl přijat na FF UK na plný úvazek jako docent na dobu neurčitou, ovšem ještě téhož roku podal výpověď. Od té doby učí na FF UK nejprve na vedlejší úvazek, posléze jako externista. Na FF UK vede zejména přednášky týkající se předsokratiků a Hérakleita z Efesu, v minulých letech vyučoval také religionistiku, rané křesťanství a filosofii a dějiny filosofie v rámci univerzitního základu. Na PřF UK přednáší zejména filosofii přírody, ranou řeckou přírodovědu, filosofii vědy a religionistiku. Během svého působení vysokoškolského učitele inspiroval celou řadu studentů a mladších badatelů, zejména pokud jde o překlady a interpretace předsokratiků, Hippokratovských spisů, Hermetického korpusu, Papyru z Derveni, Plútarcha z Chairóneie a Klémenta Alexandrijského nebo dějiny a filosofii vědy.
Je ženatý a má dvě dospělé dcery.

## Dílo
Zdeněk Kratochvíl je autorem desítek publikací, odborných pojednání, článků a esejů, tiskem vyšly i některé soubory jeho přednášek. Následující seznam představuje pouze výběr z díla.

### Publikace v měsíčníkuZnak(Kraków):
Pod pseudonymem Marek Sławnik. Dostupné online [cit. 2025-06-24].
- Sławnik, Marek. Powołanie teologa. In: Znak. Miecięcznik, Kraków, rok XXXII, NR 311–312 (5–6), 1980, s. 557–567.
- Sławnik, Marek. Antynomie i paradoxy. In: Znak. Miecięcznik, Kraków, rok XXXIV, NR 336 (11), 1982, s. 1443–1457.

### Publikace v samizdatu:
Články v ParAF jsou dostupné online [cit. 2025-06-24]:
- XY (= Kratochvíl, Zdeněk). 7 listů za zlatou oponou. In: ParAF, 3, 1986, s. 19–32.
- XY (= Kratochvíl, Zdeněk). Gnostické dědictví. In: ParAF, 4, 1986, s. 21–29.
- Kratochvíl, Zdeněk. Čas a dějiny očima křesťanské gnose. In: ParAF, 5, 1986, s. 4–12.
- Kratochvíl, Zdeněk. Úcta, náboženství, kultura. In: ParAF, 9, 1988, s. 46–65.

- Five letters behind the Golden Curtain. In: GOETZ, M. (ed.). Goog-bye, Samizdat. Evanston (Illinois): Northwest University Press, 1992, s. 285–293. ISBN 0-8101-1035-0.

### Diplomová, disertační a habilitační práce:
- Kratochvíl, Zdeněk. Prolínání světů: středoplatónská filosofie v náboženských proudech pozdní antiky. Praha: Herrmann & synové, 1991. 125 s.
- Kratochvíl, Zdeněk. Výchova, zřejmost, vědomí. (Základní pojmy a představy výchovy). Praha: Herrmann & synové, 1995. 199 s. ISBN 80-238-0473-1.
- Kratochvíl, Zdeněk. Filosofie živé přírody. Praha: Herrmann & synové, 1994. 222 s.

### Předsokratici:
- Hladký, Vojtěch - Kratochvíl, Zdeněk. Deontos: Reconstruction and Reading of Heraclitus´ B1 and B 2. In: Ancient Philosophy, 37/2, 2017, s. 281–291. Dostupné on-line [cit. 2025-06-24].
- Kratochvíl, Zdeněk. Anaxagorás. Červený Kostelec: Pavel Mervart, 2014. 275 s. ISBN 978-80-7465-110-6.
- Kratochvíl, Zdeněk. Mezi mořem a nebem: odkaz iónské archaické vnímavosti. Červený Kostelec: Pavel Mervart, 2010. 370 s. ISBN 978-80-87378-65-6.
- Kratochvíl, Zdeněk. Délský potápěč k Hérakleitově řeči: pro ty, kdo se potápějí až do krajnosti. Praha: Herrmann & synové, 2006. 257 s. ISBN 80-87054-00-8.
- Kratochvíl, Zdeněk. Pýthagorejci. In: Bouzek, Jan - Kratochvíl, Zdeněk. Pýthagoreismus a umění Velkého Řecka: Muzeum antického sochařství a architektury v Litomyšli, květen - říjen 2003. Praha: Univerzita Karlova, Filozofická fakulta, 2003, s. 2–3.
- Kratochvíl, Zdeněk. Archaická moudrost. In: Bouzek, Jan - Kratochvíl, Zdeněk. Od mýtu k logu. Praha: Herrmann & synové, 1994, s. 45–175.
- Kratochvíl, Zdeněk. Pýthagorejství archaické doby. In: D. Ž Bor (vyd.), Pýthagorás ze Samu. Praha: Trigon, 1999, s. 43–65. Kratochvíl, Zdeněk. Řeč Hérakleitovy řeči. In: Kritický sborník, 2/3, XVIII, 1999, s. 43–67.
- Kratochvíl, Zdeněk. Lyrika a filosofie. In: Bouzek, Jan - Kratochvíl, Zdeněk. Řeč umění a archaické filosofie. Praha: Herrmann & synové, 1995, s. 129–253.
- Kosík, Štěpán - Kratochvíl, Zdeněk. Hérakleitos z Efesu. Řeč o povaze bytí (překlad a komentář). Praha: Hermann & synové, 1993. 87 s.

### Filosofie přírody:
- Kratochvíl, Zdeněk. The Philosophy of Living Nature. Prague: Karolinum Press, 2016. 160 s. ISBN 978-80-246-3131-8.
- Kratochvíl, Zdeněk. Přirozenost a přirozený svět. In: Velický, B. - Trlifajová, K. - Kouba, P. Spor o přirozený svět. Praha: Filosofia 2010, s. 149–157. ISBN 978-80-7007-317-9.
- Hladký, V; Kočandrle, R; Kratochvíl, Z. Evoluce před Darwinem: nejstarší vývojová stadia evoluční nauky. Červený Kostelec: Pavel Mervart, 2012. 243 s. ISBN 978-80-7465-023-9
- Markoš, A; Grygar, F; Hajnal, L; Kleisner, K; Kratochvíl, Z; Neubauer, Z. Life as Its Own Designer: Darwin’s Origin and Western Thought. Dordrecht, The Netherlands: Springer Science+Business Media, 2009. xiii, 214 s. ISBN 978-94-007-2612-3.
- Kratochvíl, Zdeněk. Myslet přirozenost. In: Kritický sborník, 4, XVI, 1997, s. 9–20.

### Dějiny filosofie:
- Kratochvíl, Zdeněk. Alternativy (dějin) filosofie. Červený Kostelec: Pavel Mervart, 2020. 445 s. ISBN 978-80-7465-394-0.
- Kratochvíl, Zdeněk. Filosofie mezi mýtem a vědou. Od Homéra po Descarta. Praha: Academia, 2009. 471 s. ISBN 978-80-200-1789-5.

Přepracovaný text učebnice, která vyšla v několika starších vydáních. Starší vydání bylo oceněno cenou rektora UK za nejlepší skripta:
- Kratochvíl, Zdeněk. Mýtus, filosofie, věda. I. a II. (Filosofie mezi Homérem a Descartem). 1. vyd. Praha: Hrnčířství a nakladatelství Michal Jůza & Eva Jůzová, 1993. 314 s. ISBN 80-7111-007-8. (2. vyd. Praha: Hrnčířství a nakladatelství Michal Jůza & Eva Jůzová, 1995. Skripta; sv. 1 a 2. ISBN 80-7111-021-3.)
- Kratochvíl, Zdeněk. Mýtus, filosofie a věda: I. Antická filosofie. 1. vyd. Praha: SPN, 1991. 200 s. ISBN 80-7066-354-5. (2. vyd. Praha: Hrnčířství a nakladatelství Michal Jůza & Eva Jůzová, 1996).
- Kratochvíl, Zdeněk. Mýtus, filosofie a věda: II. Středověk a renesance. Průřez dějinami filosofie. Praha: Karolinum, 1991, 263 s. ISBN 80-7066-404-5.
- Kratochvíl, Zdeněk. Mýtus, filosofie a věda: sborník přednášek cyklu Kybernetické problémy přírodovědy. I, Antika. Praha: ZP ČSTVS při FgÚ ČSAV, 1989. 142 s. ISBN 80-02-99589-9.
- Kratochvíl, Zdeněk. Obrana želvy – Άπολογία χέλυος (kterou nedoběhne žádná zchytralost). Praha: Malvern, 2003. 143 s. ISBN 80-902628-9-9.

### Religionistika:
- Kratochvíl, Zdeněk. Religionistika a teologie, etika a filosofie. (K článkům Otakara Fundy a Petra Pokorného). In: Filosofický časopis, 45/2, 1997, s. 321–324
- Kratochvíl, Zdeněk. Schopnost úcty a její proměny. In: Kolektiv autorů, O posvátnu. Praha: ČKA, 1993, s. 74-77. ISBN 80-85795-01-9.
- Kratochvíl, Zdeněk. Evangelium pravdy. Praha: Herrmann & synové, 1994. 117 s.
- Kratochvíl, Zdeněk. Lesk a bída astrologie: (poznámky z teoretické astrologie). Strakonice: Krajina, 1991. 24 s.

### Rané křesťanství:
- Kratochvíl, Zdeněk. Evangelium Egypťanů. Úvod. In: Dus, Jan. A - Pokorný, Petr (vyd.). Novozákonní apokryfy. I, Neznámá evangelia. 1. vyd. Praha: Vyšehrad, 2001, s. 224-225. ISBN 80-7021-406-6.
- Kratochvíl, Zdeněk. Mnohost a jednota. In: Bouzek, Jan - Kratochvíl, Zdeněk. Proměny interpretací. Praha: Herrmann & synové, 1996, s. 11–96. ISBN 80-238-0030-2.
- Kratochvíl, Zdeněk. Pramen poznání. Zapomenuté nauky řeckých křesťanů. Brno: Cesta, 1996. 246 s. ISBN 80-85319-51-9.
- Kratochvíl, Zdeněk. Řecké mýty a křesťanská zvěst. In: Souvislosti. Revue pro křesťanství a kulturu, 28/1, 1996, s. 35–44.
- Kratochvíl, Zdeněk. Studie o křesťanství a řecké filosofii. Praha: Česká křesťanská akademie, 1994. 115 s. ISBN 80-85795-06-X.
- Kratochvíl, Zdeněk. Řečtí apologéti. Bratislava: ECM, 1992. 38 s.
- Kratochvíl, Zdeněk. Z díla Klémenta Alexandrijského. Strómateis (překlad Strom. VII,55–59). In: Pokorný, Petr. Píseň o perle. Tajné knihy starověkých gnostiků. Praha: Vyšehrad, 1986, 1. vyd., s. 242–246.

### Výběr dalších statí:
- Kratochvíl, Zdeněk. Suicidální povaha naší kultury mezi hulvátským a masochistním narcismem. In: Analogon, 101, 2023, s. 17–22.
- Kratochvíl, Zdeněk. Diváctví a soutěžení. Theória a agón. In: Vesmír, 90, 726, 2011/12. Dostupné online [cit. 2025-06-26].
- Kratochvíl, Zdeněk. Myšlení archaického Řecka mezi kolapsy. In: Bárta, Miroslav et al. Něco překrásného se končí: kolapsy v přírodě a společnosti. Praha: Dokořán, 2008, s. 15–30. ISBN 978-80-7363-197-0.
- Kratochvíl, Zdeněk. Středověká scholastika. In: Vesmír, 87, 296, 2008/5. Dostupné online [cit. 2025-06-26].
- Kratochvíl, Zdeněk. Osud. In: Prostor, 51/3, 2001, s. 30-37.
- Kratochvíl, Zdeněk. Jako zřítelnice oka. In: Souvislosti. Revue pro křesťanství a kulturu, 48/2, 2001, s. 9–12.
- Kratochvíl, Zdeněk. Drama o probuzení. In: Souvislosti. Revue pro křesťanství a kulturu, 3–4, 1999, s. 157–166.
- Kratochvíl, Zdeněk. K potěše bohů a lidí. In: Hogenová, Anna, Hermeneutika sportu. Praha: Karolinum, 1998, s. 6–11. ISBN 80-7184-744-5.
- Kratochvíl, Zdeněk. Sen a interpretace, náhoda a smysl. In: Analogon, 16, 1996/I, s. 76–78.
- Kratochvíl, Zdeněk. Péče o životní pohyb. In: Prostor, 25, 1993, s. 47–51.

### Recenze:
- Kratochvíl, Zdeněk - Plášek, Jaromír. René Alleau: Hermés a dějiny věd. In: Vesmír, 75, 344, 1996/6, s. 344–345. Dostupné online [cit. 2025-06-27].
- Kratochvíl, Zdeněk. Pozdě, ale přece (recenze na knihu: Patočka, Jan. Nejstarší řecká filosofie: filosofie v předklasickém údobí před sofistikou a Sókratem: přednášky z antické filosofie. Praha: Vyšehrad, 1996). In: Literární noviny. Roč. 8, č. 5 (19970205), s. 5. ISSN 1210-0021.

### Databáze textů předsokratiků (řecké texty a české překlady):
- www.presokratici.cz

### Databáze fotografií řeckého umění a památek:
- https://commons.wikimedia.org/wiki/User:Zde?uselang=cs

### Elektronická publikacePouť na Kyklady:
- http://142521.w21.wedos.ws/domains/keros.cz/index.php?title=Pou%C5%A5_na_Kyklady

### Články na Osel.cz k řeckému náboženství, filosofii, vědě a umění:
Jedná se o nejrozsáhlejší soubor článků k antice se současnými poznatky, který je dostupný v češtině:
- https://www.osel.cz/autor/240/zdenek-kratochvil/

### Přednášky dostupné on-line:
- Přirozenost se ráda skrývá (Biologické čtvrtky ve Viničné, 10. 10. 2024). [cit. 2025-06-26].
- Podvojná kolébka Evropy – Od archaického umění k avantgardě (Sny o antice, 22. 4. 2024) [cit. 2025-06-26].
- Vzájemné uchopování přirozeností (Katedra filosofie a dějin přírodních věd UK, 23. 2. 2024). [cit. 2025-06-27].
- Fotky a věci (Katedra filosofie a dějin přírodních věd UK, 31. 3. 2023). [cit. 2025-06-27].
- Komárek, S. - Kratochvíl, Z. - Markoš, A. - Storch, D. Neubauer v nás – Intelektuální dědictví biologa, filosofa a otce zakladatele (Biologické čtvrtky ve Viničné, 28. 10. 2022). [cit. 2025-06-27].
- Řešené problémy a filosofické výkladové rámce fyziky předsokratiků (MFF UK, 21. 10. 2021). [cit. 2025-06-26].
- Alternativy (dějin) filosofie (NOUS filozofický klub, 22. 6. 2021). [cit. 2025-06-27].
- Iónská trojčata až vícerčata – O souběžném vzniku evropské filosofie a věd několika oborů (Biologické čtvrtky ve Viničné, 17. 12. 2020). [cit. 2025-06-27].
- Teorie a její dávné předlohy (NOUS Filozofický klub, 18. 5. 2017). [cit. 2025-06-26].
- Racionální motivy u presokratiků (Pátečníci. Klub Sisyfos, 28. 4. 2017). [cit. 2025-06-26].
- O (ne)užitečnosti filosofie (MFF UK, 13. 10. 2016). [cit. 2025-06-26].
- Přirozenost si vystačí ve všem (XVI. Letní filosofická škola; Centrum Prokopios, Sázava: Meditace o základech vědy, 2006). [cit. 2025-06-26].

## Další literatura
- Bendová, Markéta - Borovanová, Johana - Vejvodová, Daniela (vyd.). Filosofie v podzemí – filosofie v zázemí: podoby filosofie v době normalizace a po sametové revoluci. Praha: Nomáda, 2013. ISBN 978-80-7308-455-4.
- Kroupa, Daniel. Dějiny Kampademie. Praha: Knihovna Václava Havla, 2010. ISBN 978-80-87490-00-6.

## Rozhovory
- Maximálně stručnou formulaci některých obecných postojů Zdeňka Kratochvíla podávají kupříkladu jeho odpovědi na anketu hermetického občasníku Kyllénské rozhledy.[4]